# Confederación Nacional de Talleres
La Confederación Nacional de Talleres (C.N.T.) abarca el servicio automotriz y similares. Es una organización patronal latinoamericana que afilia a las principales organizaciones de dueños de talleres de servicio automotriz de México y Latinoamérica, con la finalidad de la implementar varios programas que gestionan la Superación y Profesionalismo gremial, tiene sede (Oficinas Centrales) en la ciudad de Guadalajara, Jalisco y cuenta con 68 delegaciones en todos los estados de la república mexicana y 14 delegaciones en países de habla hispana.

## Programas que realiza
- Programa Capacitación C.N.T. Networks: Cursos profesionales en línea (MR)
- Programa de Certificación Nacional de Calidad y Servicio en Mecánica Automotriz (MR)
- Premio Nacional a la Calidad Automotriz (MR)
- Expo Mecánico Automotriz (MR)
- Programa Nacional de Apoyo a la Ecología
- Cruzada Nacional por la Calidad
- Revista Sector Automotriz Informa (SAI)(MR)
- Instituto Mexicano de Capacitación para la Excelencia Automotriz (IMCEA)(MR)
- Sistema Administrativo para Talleres Certificados (SATC)(MR)
- Encuentros Nacionales de Actualización Técnica
- Mutualidad Nacional de Talleres
- Fundación C.N.T

Actualmente cuenta con más 72,000 afiliados y tiene un ritmo de crecimiento del 2% mensual